# Llega la noche
«Llega la noche» es el tercer sencillo oficial del grupo argentino Bandana. Es uno de los temas más reconocidos del grupo. Fue nueve semanas consecutivas número uno en el chart de Los 40 Principales de Argentina. A su vez es el cuarto sencillo de la banda en España, publicado el 4 de octubre de 2002. El tema está extraído del álbum Noche. El sencillo además fue interpretado por las ganadoras de Popstars Brasil, el grupo Rouge y se encuentra en su álbum C'est la vie.

## Ediciones
- ARG CD Noche

1. "Llega la noche" (versión de estudio) - 3:10

- BRA CD C'est la vie

1. "Quando chega a noite" (versión en portugués por Rouge) - 3:12

- ARG CD Bandana, la vuelta

1. "Llega la noche" (versión 2016) - 3:14

## Posicionamiento
| Listas                          | Posición |
| ------------------------------- | -------- |
| U.S. Billboard Hot Latin Tracks | 4        |
| ARG "FM Hit"                    | 1        |
| España Charts                   | 1        |
| Uruguay Charts                  | 1        |
| Chile 50+ Pedidos               | 1        |

- Datos: Q5977779